# Гувья
Гувья́ (греч. Γουβιά) — деревня в Греции. Расположена на восточном побережье острова Керкира на берегу естественной природной бухты, в восьми километрах к северо-западу от города Керкира. Входит в сообщество Керкира в общине (диме) Центральная Керкира и Диапонтии-Ниси в периферийной единице Керкира в периферии Ионические острова. Население 838 жителей по переписи 2011 года.

## История
В XVII веке, в период Венецианской республики, венецианские моряки выбрали посёлок Гувья как идеальное место для создания военно-морской базы. Они построили у входа в залив, в Коммено, небольшой форт, известный ныне как Форт Скарпа. Отдельные остатки башен этого форта до настоящего времени существуют, находясь в частной собственности.
В 1716 году венецианцы построили также верфь на берегу лагуны в Гувье. Здание использовалось для общего технического обслуживания и ремонта боевых галер (стационарных или проходящих через Корфу). Венецианский арсенал сохранился практически полностью (колонны, арки, своды), за исключением кровли.
В XIX веке построен главный православный храм города, посвящённый Всем святым («Айи-Пандес»).
В летнее время численность проживающих увеличивается в несколько раз за счёт многочисленных туристов.

## Транспорт
С городом Керкира Гувью связывает регулярное автобусное сообщение (время в пути 20—40 минут). В трёх километрах к северу от Гувьи находится популярный курорт Дасья, куда можно добраться на автобусе или пешком по живописному шоссе.

Яхтенный порт Гувьи (Gouvia Marina)

Рядом с Гувьей имеется одна из самых больших на Средиземноморье пристаней для яхт — «Гувья Марина».

## Достопримечательности
Близ Гувьи находится музей под открытым небом — традиционная деревня Данилья, построенная в архитектурных традициях Керкиры. В составе комплекса действует музей прикладного искусства и торговый центр.
В центральной части залива Гувьи находится маленькая церковь Ипанпанди (Ipanpandi). Она была отреставрирована на пожертвования жителей Гувьи и стала одной из любимых церквей для проведения свадебных церемоний и крещений.

## Население
| Год  | Население, человек |
| ---- | ------------------ |
| 1991 | 599                |
| 2001 | 883                |
| 2011 | ↘ 838              |

## Галерея

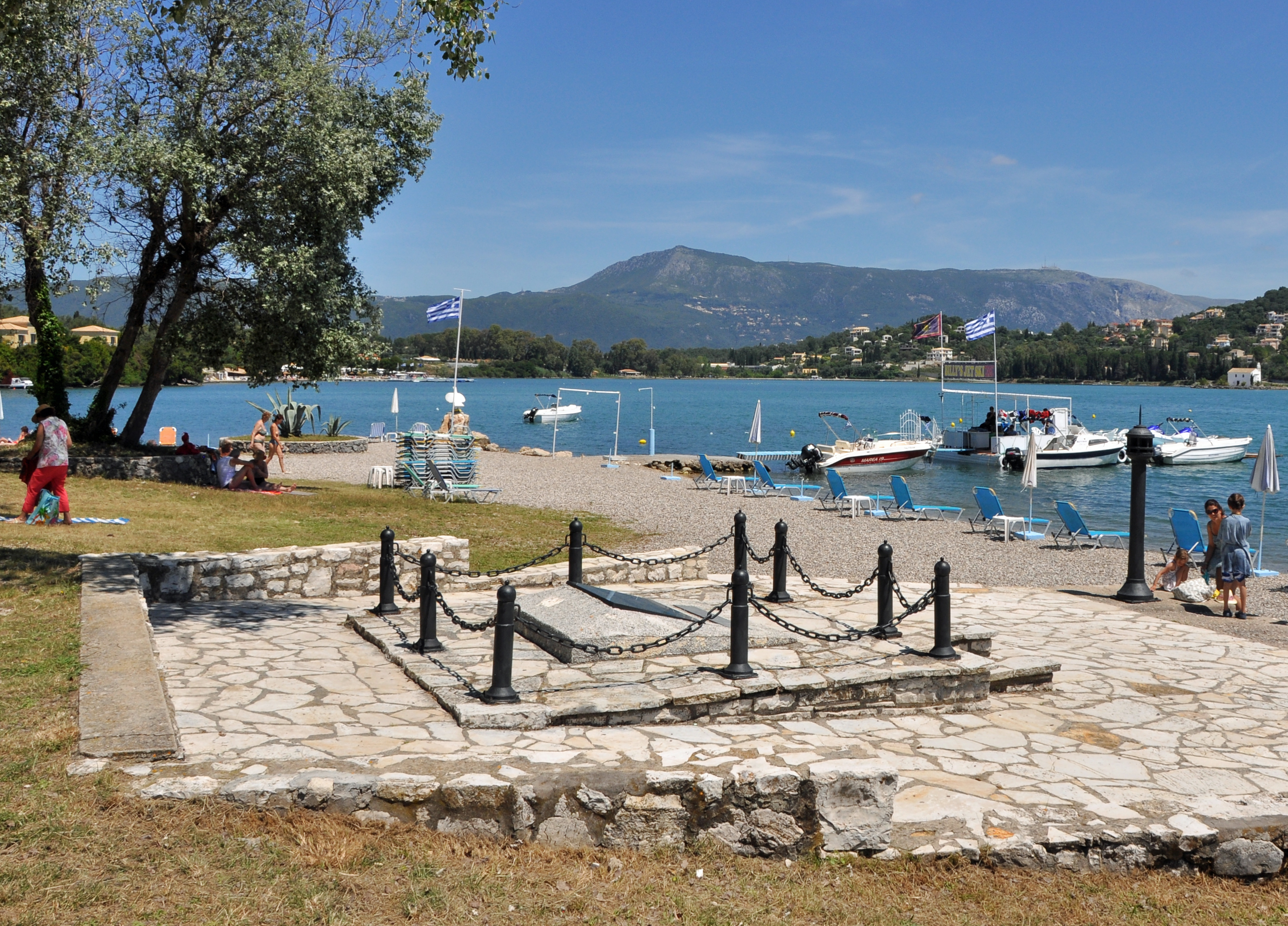
Воинский мемориал
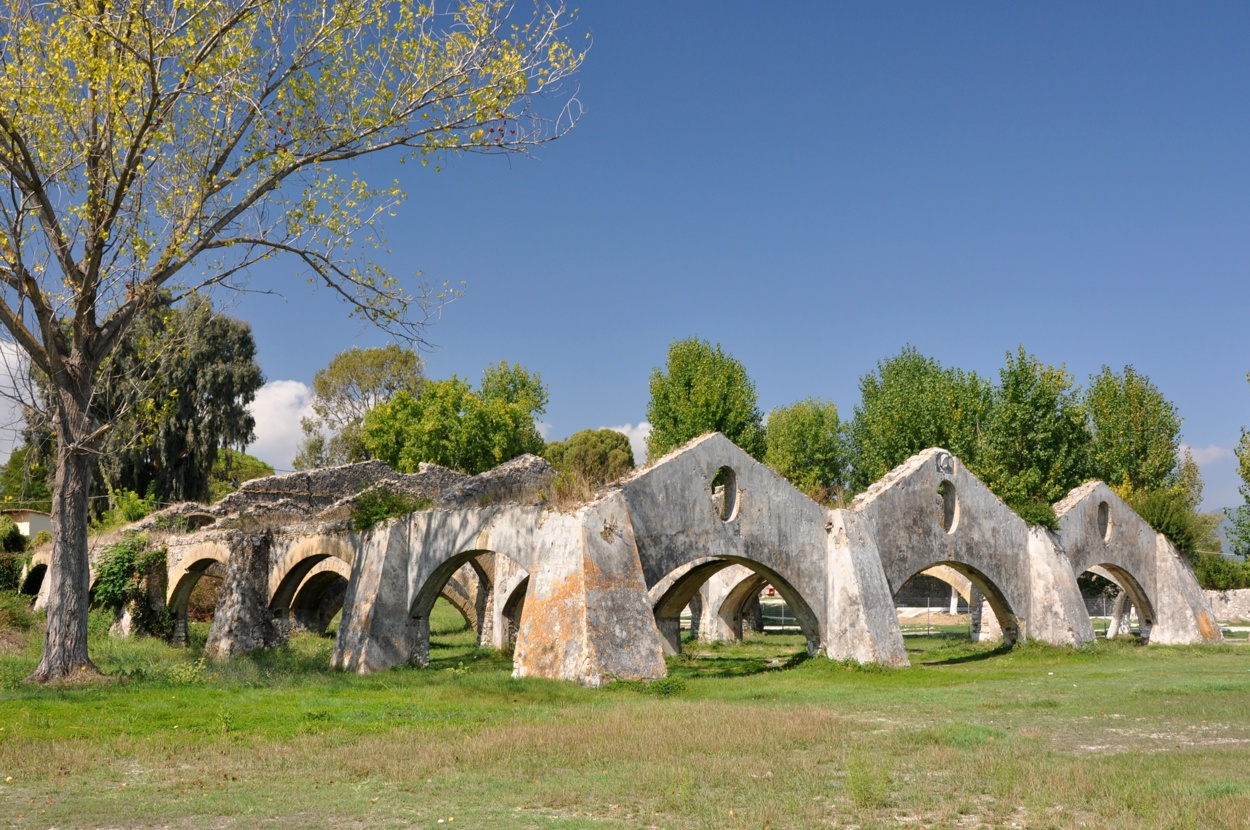
Венецианский арсенал[англ.]
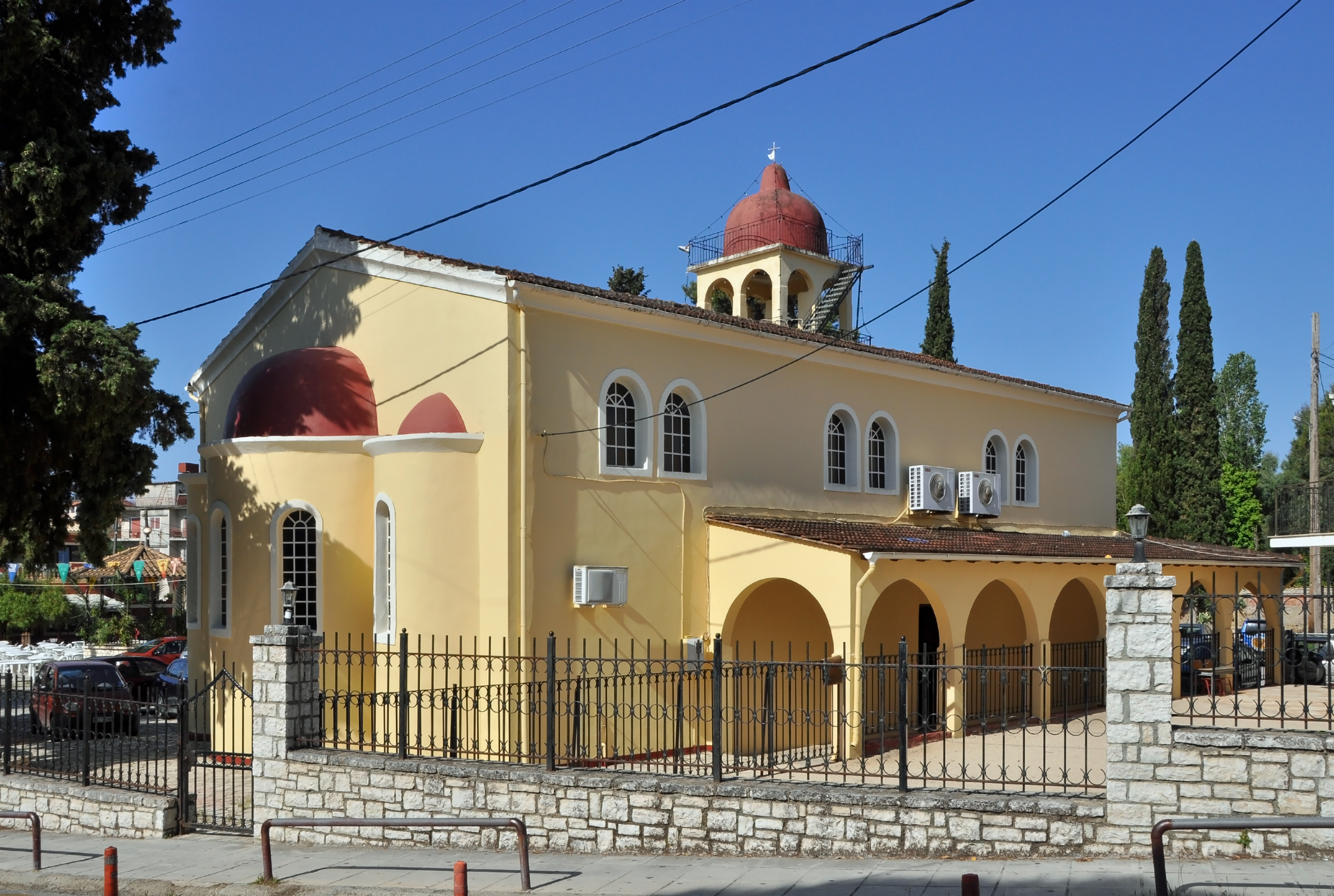
Церковь Всех Святых
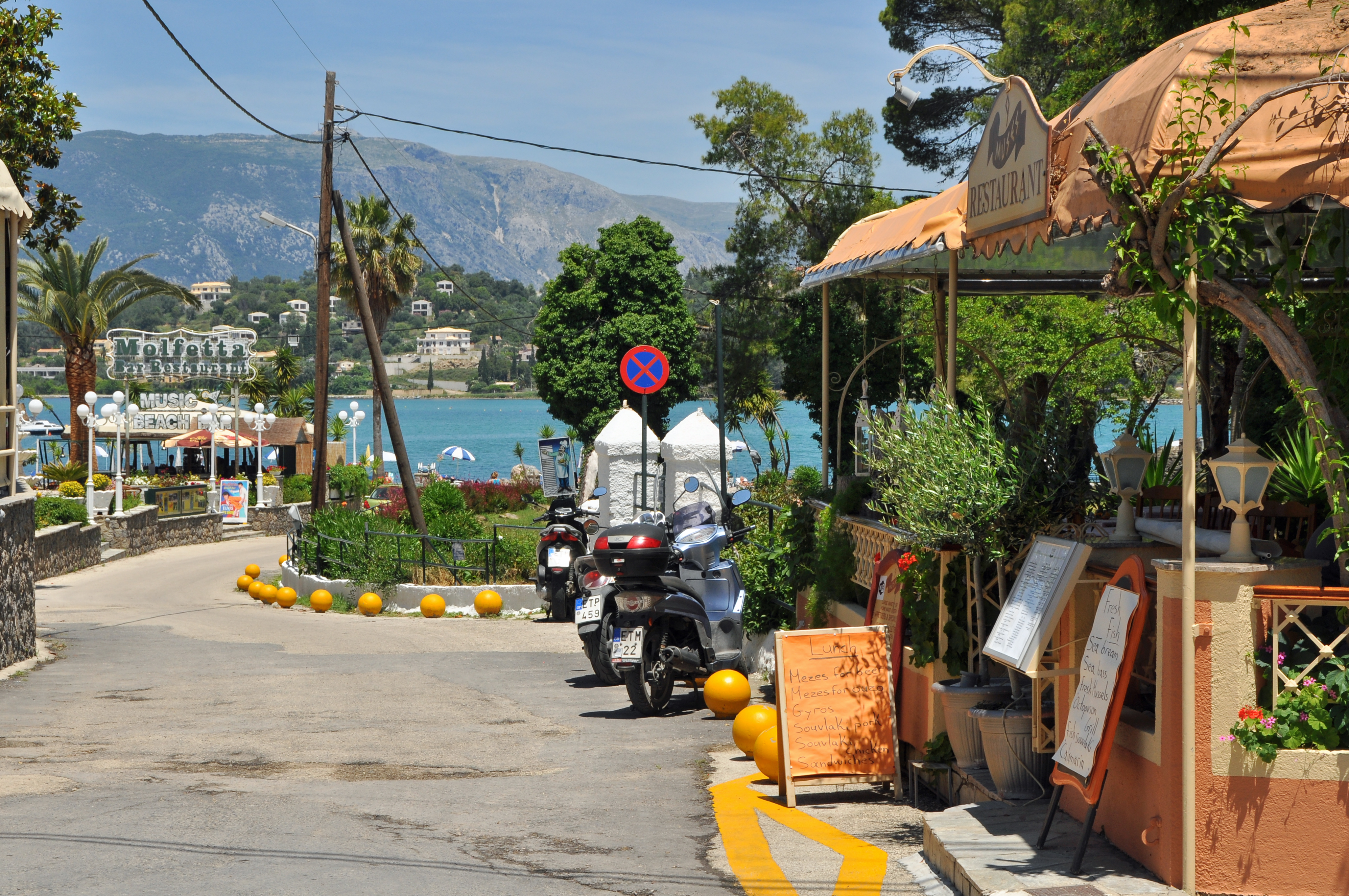
Улица в Гувье
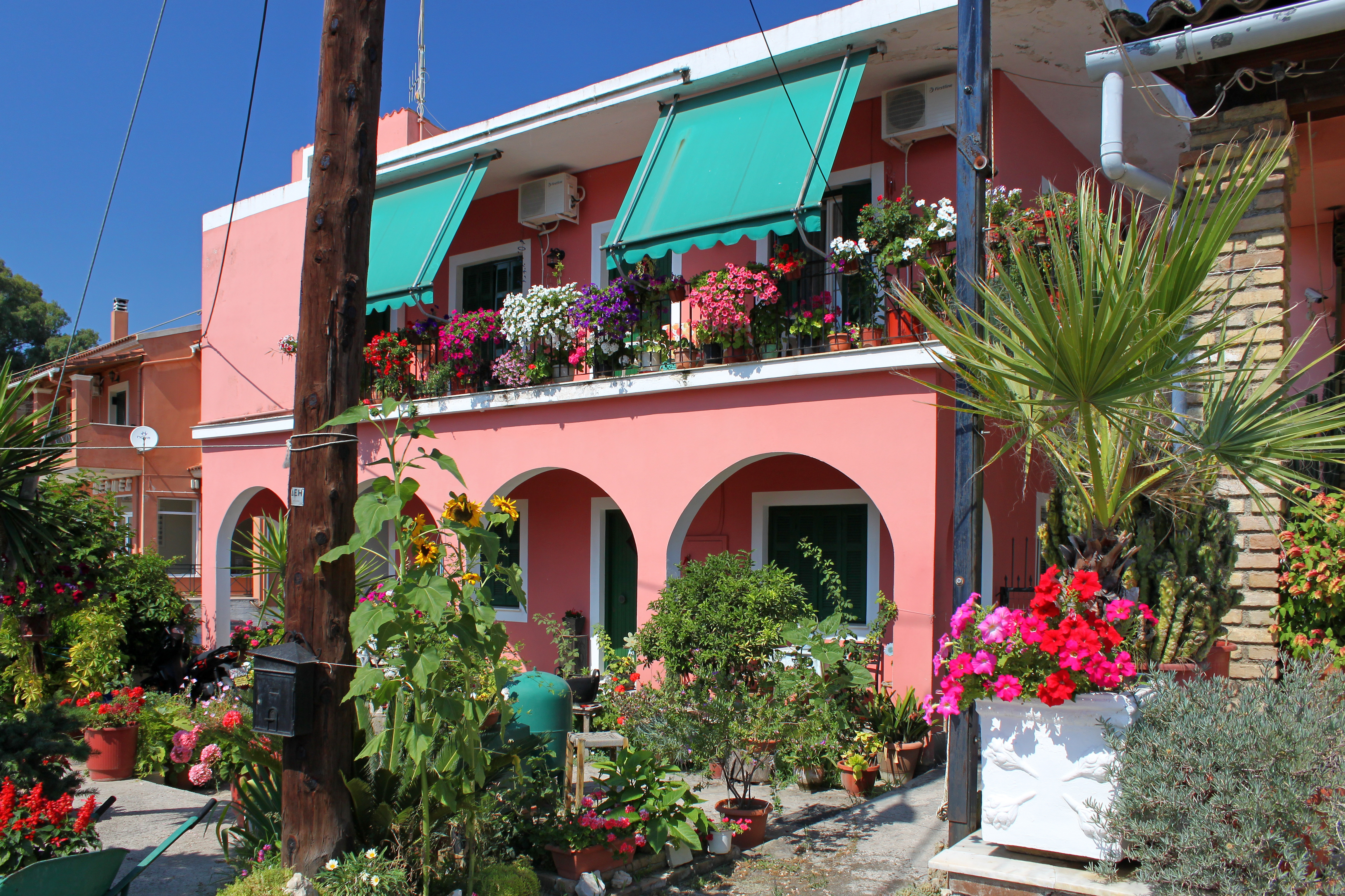
В Гувье летом 2011 года
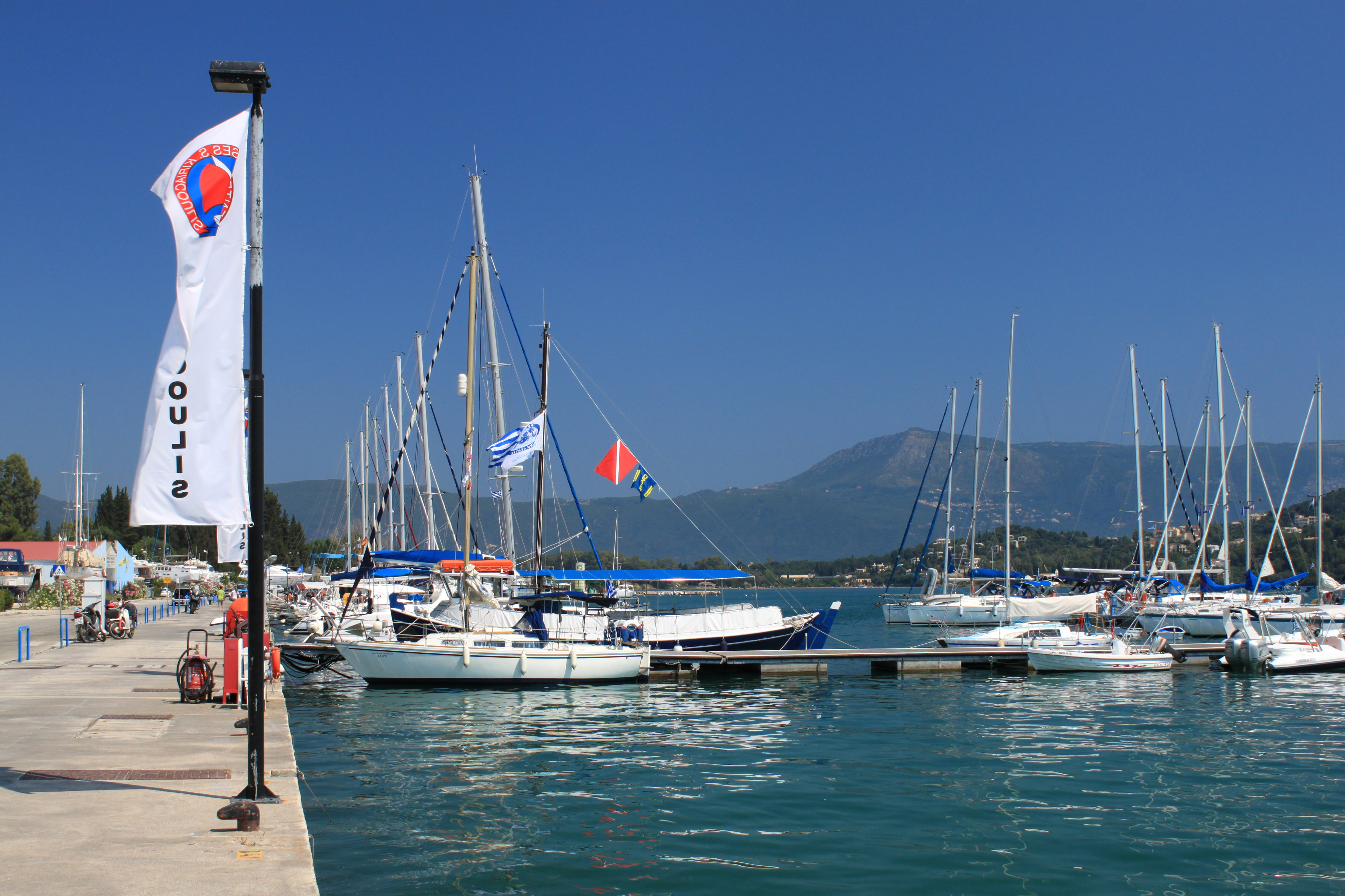
Gouvia Marina
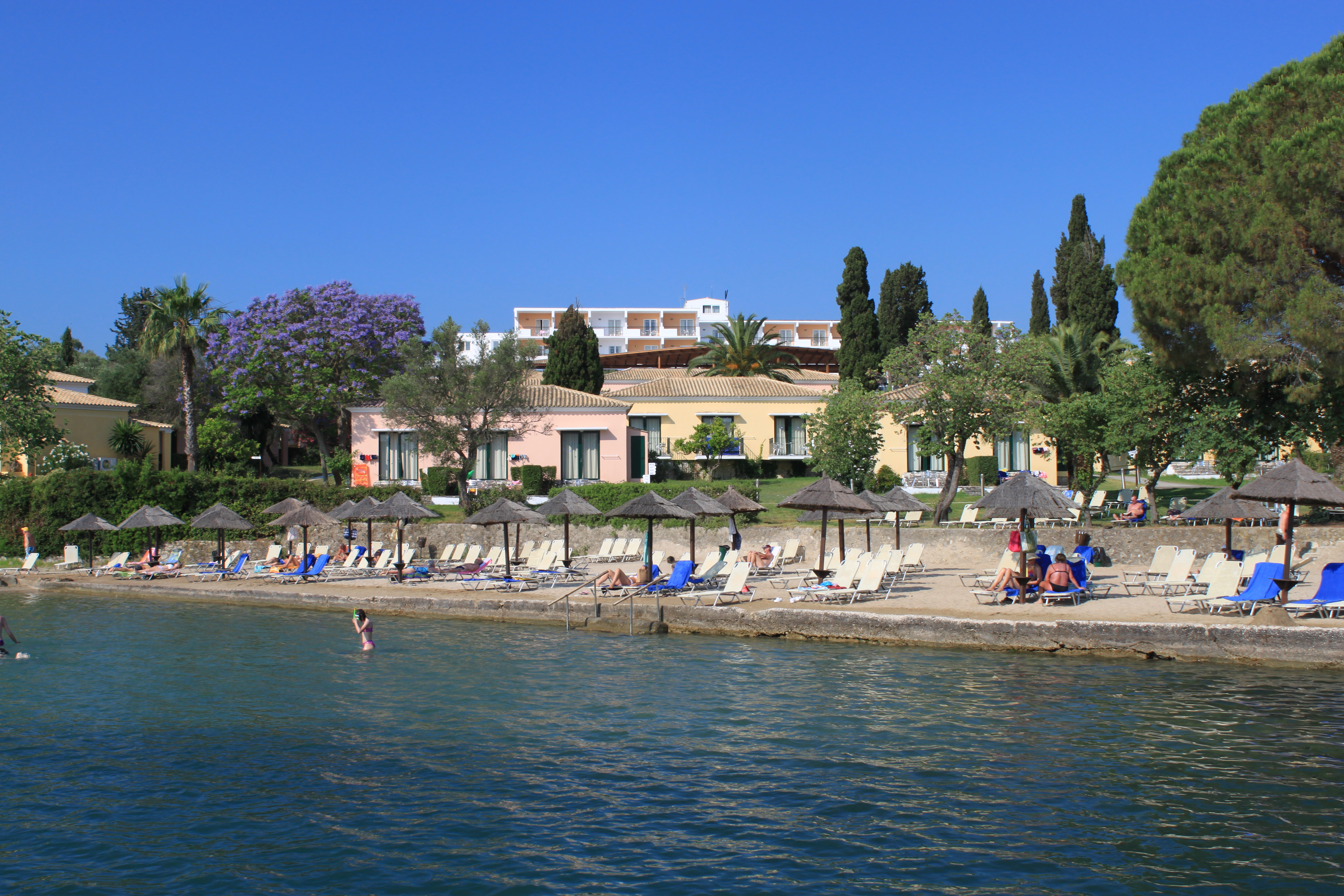
Пляж в Гувье
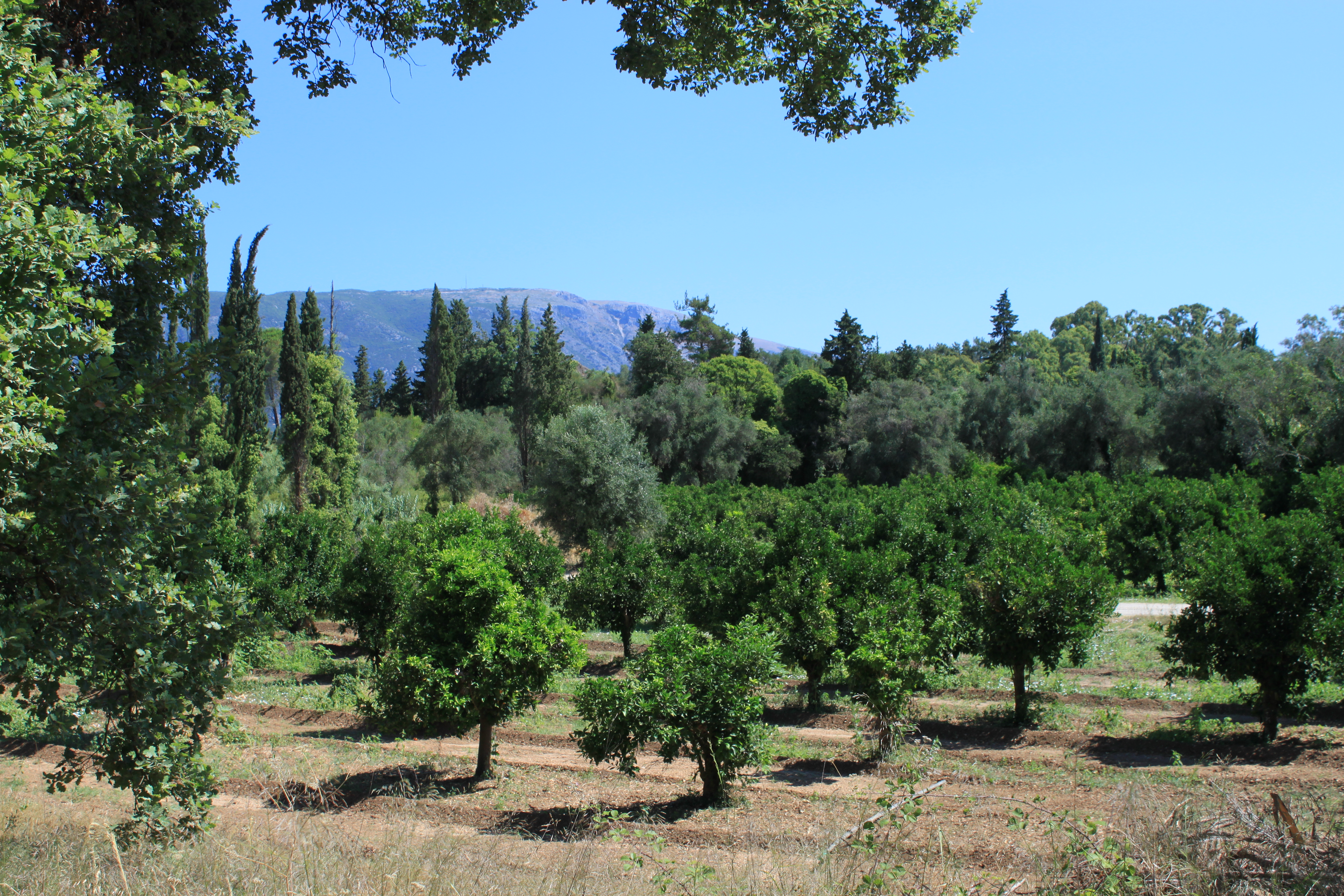
Пейзаж по дороге из Гувьи в Дассию